# Interpolació polinòmica de Newton
L'interpolació polinòmica de Newton és un mètode interpolació polinòmica. Encara que només existeix un únic polinomi que interpola una sèrie de punts, hi ha diferents formes de calcular-lo. Aquest mètode és útil per a situacions que requereixen un nombre baix de punts per a interpolar, ja que a mesura que creix el nombre de punts, també ho fa el grau del polinomi.
Hi ha certs avantatges en l'ús d'aquest polinomi respecte al polinomi interpolador de Lagrange. Per exemple, si fos necessari afegir algun nou punt o nus a la funció, només caldria calcular aquest últim punt, donada la relació de recurrència existent i demostrada anteriorment.

## Definició de pendent
El primer pas per a trobar la fórmula de la interpolació és definir el pendent d'ordre {\displaystyle n} de manera recursiva:
- {\displaystyle f_{0}(x_{i})}: terme i-èsim de la seqüència
- {\displaystyle f_{1}(x_{0},x_{1})={\frac {f_{0}(x_{1})-f_{0}(x_{0})}{x_{1}-x_{0}}}}
- {\displaystyle f_{2}(x_{0},x_{1},x_{2})={\frac {f_{1}(x_{1},x_{2})-f_{1}(x_{0},x_{1})}{x_{2}-x_{0}}}}

En general:
{\displaystyle f_{i}(x_{0},x_{1},\ldots ,x_{i-1},x_{i})={\frac {f_{i-1}(x_{1},\ldots ,x_{i-1},x_{i})-f_{i-1}(x_{0},x_{1},\ldots ,x_{i-1})}{x_{i}-x_{0}}}},
on {\displaystyle x_{i}-x_{j}} representa la distància entre dos elements (per exemple, es pot tenir l'element en {\displaystyle x=3} i {\displaystyle x=5} però desconéixer el valor de la seqüència en {\displaystyle x=4}).
Es pot apreciar com en la definició general s'utilitza el pendent del pas anterior, {\displaystyle f_{i-1}(x_{1},\ldots ,x_{i-1},x_{i})}, a la qual se li resta el pendent previ del mateix ordre, és a dir, el subíndex dels termes es decrementa en {\displaystyle 1}, com si es desplaçara, per a obtenir {\displaystyle f_{i-1}(x_{0},x_{1},\ldots ,x_{i-1})}.
Cal notar també que encara que el terme inicial sempre siga {\displaystyle x_{0}}, aquest pot ser en realitat qualsevol altre, per exemple, es pot definir {\displaystyle f_{1}(x_{i-1},x_{i})} de manera anàloga al cas mostrat anteriorment.

## Definició del polinomi
Una vegada coneixem el pendent, ja és possible definir el polinomi de grau {\displaystyle n} de manera també recursiva:
- {\displaystyle p_{0}(x)=f_{0}(x_{0})=y_{0}}. Es defineix així ja que aquest valor és l'únic que s'ajusta a la seqüència original per al primer terme.
- {\displaystyle p_{1}(x)=p_{0}(x)+f_{1}(x_{0},x_{1})*(x-x_{0})}.[1]
- {\displaystyle p_{2}(x)=p_{1}(x)+f_{2}(x_{0},x_{1},x_{2})*(x-x_{0})*(x-x_{1})}.

En general:
{\displaystyle p_{i}(x)=p_{i-1}(x)+f_{i}(x_{0},x_{1},\ldots ,x_{i-1},x_{i})\prod _{j=0}^{i-1}(x-x_{j})}

## Exemples
Posem com a exemple la seqüència {\displaystyle f_{0}} tal que {\displaystyle f_{0}(1)=6,f_{0}(2)=9,f_{0}(3)=2} i {\displaystyle f_{0}(4)=5}, és a dir, són els termes {\displaystyle 6,9,2,5} per a {\displaystyle x_{0}=1} fins a {\displaystyle x_{3}=4}.
S'obté les pendents d'ordre {\displaystyle 1} de la següent manera:
- {\displaystyle f_{1}(x_{0},x_{1})={\frac {f_{0}(x_{1})-f_{0}(x_{0})}{x_{1}-x_{0}}}={\frac {9-6}{2-1}}=3}
- {\displaystyle f_{1}(x_{1},x_{2})={\frac {f_{0}(x_{2})-f_{0}(x_{1})}{x_{2}-x_{1}}}={\frac {2-9}{3-2}}=-7}
- {\displaystyle f_{1}(x_{2},x_{3})={\frac {f_{0}(x_{3})-f_{0}(x_{2})}{x_{3}-x_{2}}}={\frac {5-2}{4-3}}=3}

Una vegada tenim les pendents d'ordre {\displaystyle 1}, és possible obtenir les de següent ordre:
- {\displaystyle f_{2}(x_{0},x_{1},x_{2})={\frac {f_{1}(x_{1},x_{2})-f_{1}(x_{0},x_{1})}{x_{2}-x_{0}}}={\frac {-7-3}{3-1}}=-5}
- {\displaystyle f_{2}(x_{1},x_{2},x_{3})={\frac {f_{1}(x_{2},x_{3})-f_{1}(x_{1},x_{2})}{x_{3}-x_{1}}}={\frac {3-(-7)}{4-2}}=5}

Finalment, definim el pendent d'ordre {\displaystyle 3}:
- {\displaystyle f_{3}(x_{0},x_{1},x_{2},x_{3})={\frac {f_{2}(x_{1},x_{2},x_{3})-f_{2}(x_{0},x_{1},x_{2})}{x_{3}-x_{0}}}={\frac {5-(-5)}{4-1}}={\frac {10}{3}}}

Una vegada tenim el pendent, podem definir els successius polinomis:
- {\displaystyle p_{0}(x)=6}.
- {\displaystyle p_{1}(x)=6+3(x-1)}
- {\displaystyle p_{2}(x)=6+3(x-1)-5(x-1)(x-2)}.
- {\displaystyle p_{3}(x)=6+3(x-1)-5(x-1)(x-2)+{\frac {10}{3}}(x-1)(x-2)(x-3)}

Podem provar, per exemple, la interpolació lineal pel valor {\displaystyle 1.5}, que resulta ser {\displaystyle p_{1}(1.5)=6+3(1.5-1)=7.5}. Efectivament, al ser una recta, podem veure que aquest valor és igual a {\displaystyle 3+{\frac {3+6}{2}}=7.5}, el punt mitjà entre tots dos (més el punt inicial, {\displaystyle 3}).